# YouTube音乐奖
YouTube音乐奖（英語：YouTube Music Awards，缩写为）是由YouTube颁发的奖项。奖项设立于2013年，设立目的是为了表彰优秀的音乐录影带。

## 历史
YouTube于2013年设立此奖项，首届颁奖典礼于2013年11月3日在美国纽约市的Pier 36举行，并在youtube.com/YTMA进行在线直播。包括拱廊之火、琳賽·斯特林、五聲音階、造物主泰勒、女神卡卡及阿姆在内的多位艺人出席颁奖礼并表演。颁奖典礼于美国东部时间晚上6点开始并持续了90分钟。
YouTube音乐奖的各个奖项均由歌迷投票选出，投票是通过Facebook、Google+或Twitter分享由youtube.com/YTMA提供的特殊链接的方式进行的。各个奖项中得票最高的音乐录影带即为获奖者。
2013年的颁奖典礼由史派克·瓊茲导演。颁奖礼大部分是没有腳本的脱稿表演，因为瓊茲希望颁奖礼本身“给人一种像YouTube影片一样的感觉，有制作过程中不事雕琢的杂乱感”。。除了頒獎典禮之外，YouTube亦分別在首爾、東京、倫敦、莫斯科和里约热内卢舉辦暖身演唱會，向全球网络直播。
2015年，YouTube举办了第二届YouTube音乐奖。YouTube于当年3月23日在网站上发布影片宣布奖项得主，视频由YouTube名人泰勒·奥克利主播。本届奖项未设颁奖典礼。Vice媒体担任颁奖影片的执行制作。

## 颁奖典礼列表
| 举办年份 | 举办日期 | 举办场馆 | 举办城市 | 主持人                   | 主赞助商 |
| -------- | -------- | -------- | -------- | ------------------------ | -------- |
| 2013     | 11月3日  | Pier 36  | 纽约市   | 詹森·舒瓦兹曼和雷吉·華茲 | 起亚     |
| 2015     | 3月23日  | 网络     | 网络     | 泰勒·奥克利              | 起亚     |

## 奖项提名及获奖者
以下列出YouTube音乐奖中的各奖项及提名和获奖者。其中获奖者以粗体表示。

### 2013
2013年10月21日，YouTube公布了6个奖项的提名。提名是根据自2012年9月起开始统计的视频观看次数、“顶”次数、分享数、评论数以及上传者订阅数确定的。然而，YouTube并未公布各提名者的得票数。

#### 年度录影带
年度录影带（英語：Video of the Year）颁发给最受歌迷欢迎的录影带。其标准是根据观看次数、次数、分享数及评论数确定。

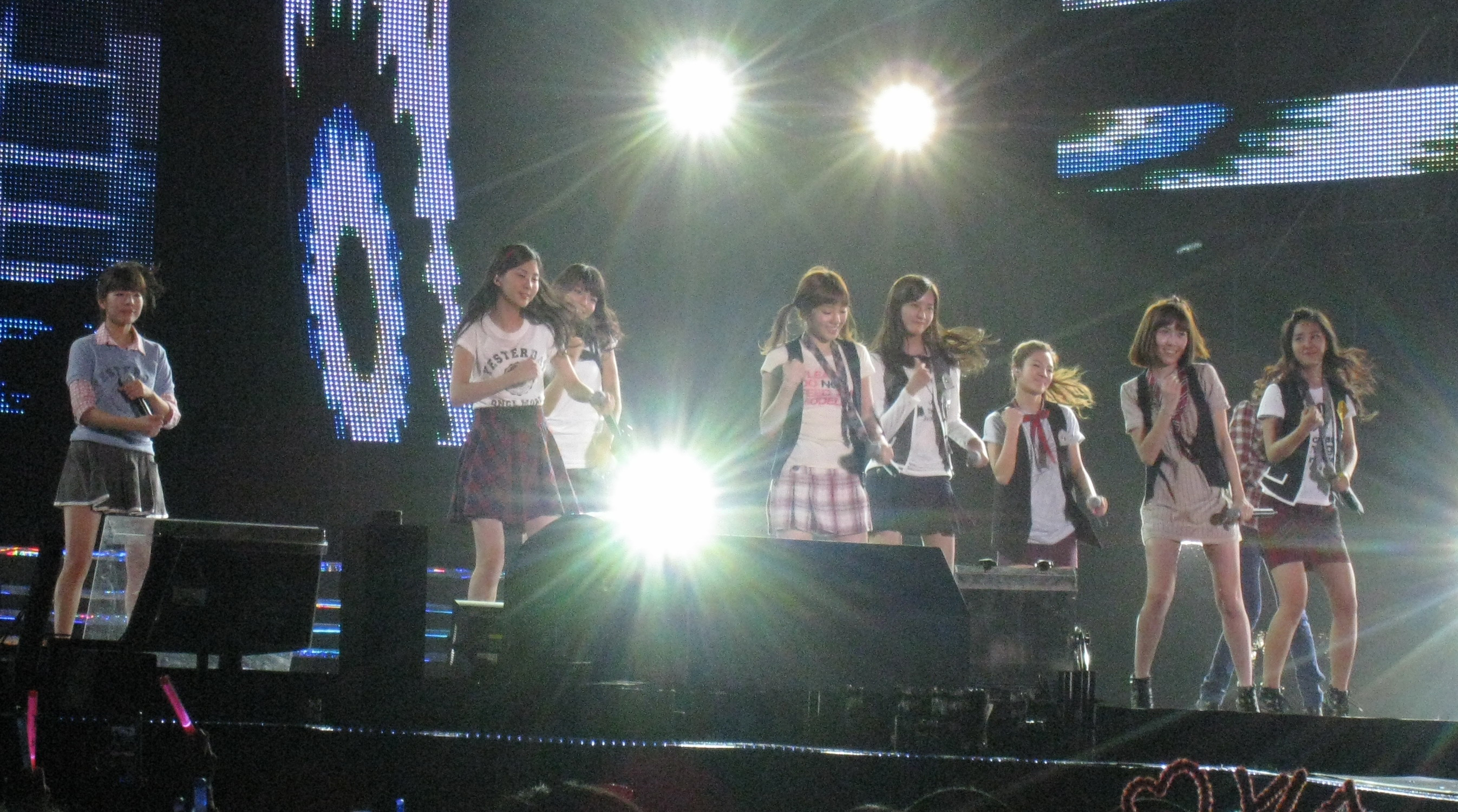
少女时代

- 少女时代 — 《I Got a Boy》 （视频 （页面存档备份，存于））
- 黛咪·洛瓦特 — 《Heart Attack》 （视频 （页面存档备份，存于））
- 史诗级说唱对决 — 《贝拉克·奥巴马 vs 米特·羅姆尼》 （视频 （页面存档备份，存于））
- 贾斯汀·比伯 ft. 妮琪·米娜 — 《Beauty and a Beat》 （视频）
- Lady Gaga — 《Applause》 （视频）
- Macklemore与瑞恩·刘易斯 ft. 玛丽·兰伯特（英语：Mary Lambert） — 《Same Love》 （视频 （页面存档备份，存于））
- 麦莉·赛勒斯 — 《We Can't Stop》 （视频）
- 单向组合 — 《Best Song Ever》 （视频 （页面存档备份，存于））
- PSY  — 《绅士》 （视频）
- 賽琳娜·戈梅茲 — 《Come & Get It》 （视频 （页面存档备份，存于））

#### 年度艺人

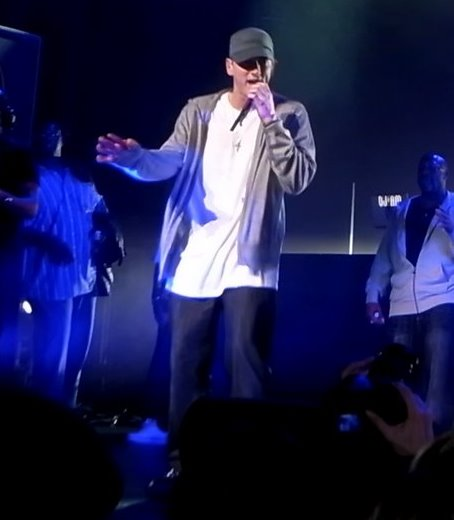
Eminem

年度艺人（英語：Artist of the Year）颁发给观看次数、分享次数、“顶”次数及订阅数最多的艺人。
- Eminem
- 史诗级说唱对决
- 贾斯汀·比伯
- 凯蒂·派瑞
- Macklemore与瑞恩·刘易斯
- 妮琪·米娜
- 单向组合
- PSY
- 蕾哈娜
- 泰勒·斯威夫特

#### 年度翻唱
年度翻唱（英語：Response of the Year）颁发给最佳的歌迷自制重混、翻唱或模仿视频，其标准是根据观看次数、次数、分享数及评论数确定。
- 琳賽·斯特林与Pentatonix - 《Radioactive》 （视频 （页面存档备份，存于））
- Boyce Avenue (feat. Fifth Harmony) - 《Mirrors》 （视频 （页面存档备份，存于））
- Jayesslee - 《江南style》 （视频 （页面存档备份，存于））
- ThePianoGuys - 《Titanium / 帕凡舞》 （视频 （页面存档备份，存于））
- Walk Off the Earth (feat. KRNFX) - 《我知道你是大麻煩》 （视频 （页面存档备份，存于））

#### YouTube最火热现象
YouTube最火热现象（英語：YouTube Phenomenon）颁发给产生了最多歌迷自制视频的歌曲。

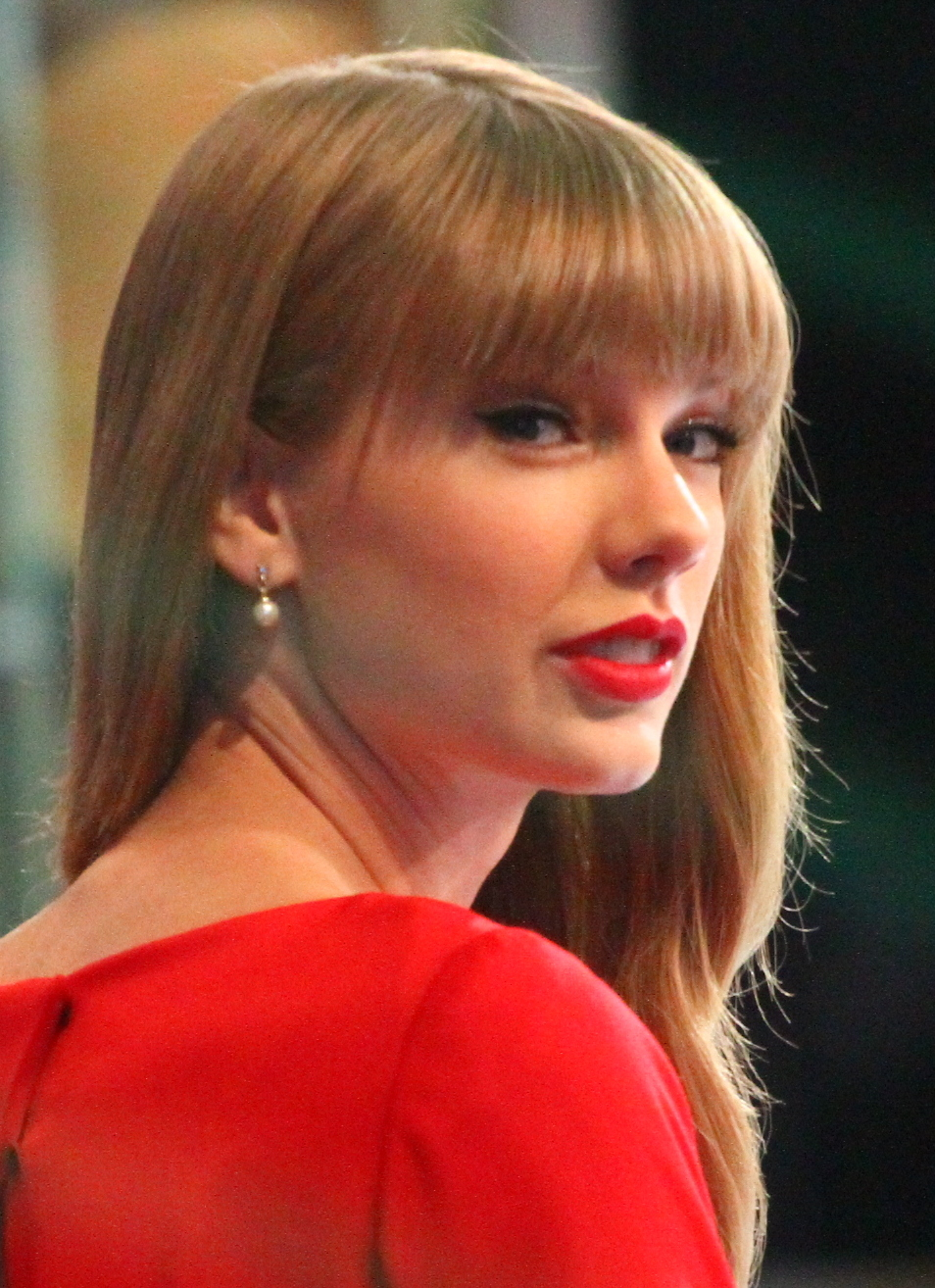
《我知道你是大麻煩》原唱泰勒·斯威夫特

- 《我知道你是大麻煩》
- 《璀钻》
- 《江南Style》
- 《哈林摇》
- 《Thrift Shop》

#### YouTube最具突破艺人
YouTube最具突破艺人（英語：YouTube Breakthrough）颁发给观看次数和订阅数增长最多的艺人。

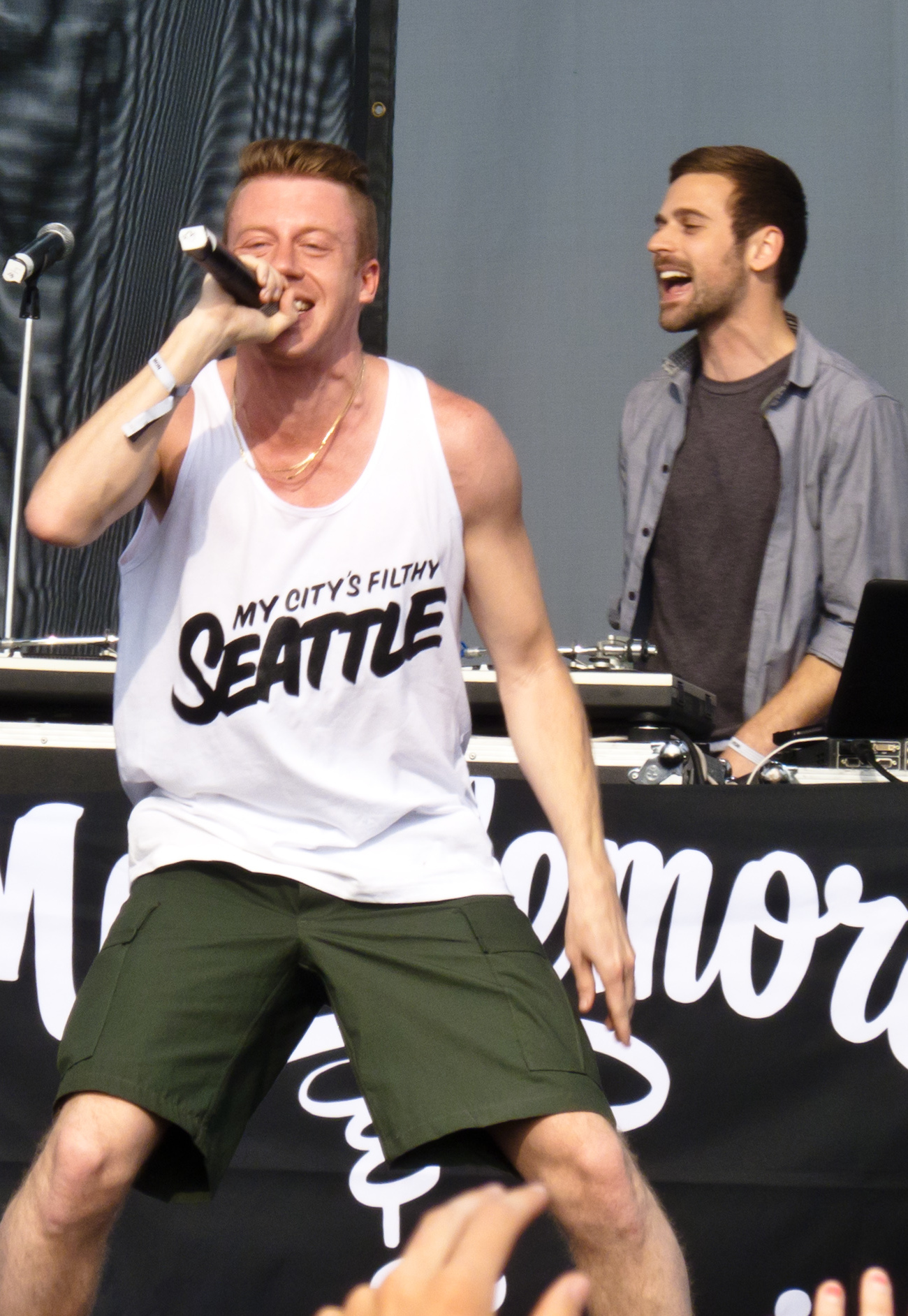
Macklemore（前）与瑞恩·刘易斯（后）

- Macklemore与瑞恩·刘易斯
- 肯卓克·拉玛
- 頑皮男孩（英语：Naughty Boy）
- 吟游诗人
- 根基樂團（英语：Rudimental）

#### 年度创意视频
年度创意视频（英語：Innovation of the Year）颁给观看次数、“顶”次数、分享数及评论数最多的创意视频。
- DeStorm - 《See Me Standing》 （视频 （页面存档备份，存于））
- Anamanaguchi - 《Endless Fantasy》 （视频 （页面存档备份，存于））
- Atoms For Peace - 《Ingenue》 （视频 （页面存档备份，存于））
- Bat For Lashes - 《Lilies》 （视频 （页面存档备份，存于））
- Toro Y Moi - 《Say That》 （视频 （页面存档备份，存于））

来源：

### 2015
2015年3月2日，YouTube在网站上公布了当年YouTube音乐奖的50位得主。本届奖项没有设立具体的类别。
- 2NE1
- alt-J
- 爱莉安娜·格兰德
- 碧昂斯
- BIGBANG
- 大肖恩
- 布拉德·佩斯利
- 查莉 XCX
- Dej Loaf
- 德雷克
- 艾德·希兰
- 艾拉·亨德森（英语：Ella Henderson）
- 五佳人
- FKA Twigs
- 佛喬航線
- 喬治·艾茲拉
- 胡迪·艾伦（英语：Hoodie Allen）
- 赫齊爾（英语：Hozier (musician)）
- 亨特·海耶斯
- J·科尔
- 杰森·德鲁罗
- 凯蒂·派瑞
- 肯德里克·拉马尔
- Kiesza（英语：Kiesza）
- 库尔特·雨果·施耐特
- Lady Gaga
- 琳西·特莉
- 馬汀·蓋瑞克斯
- 马科斯·施耐德（英语：Max Schneider）
- 美瑾·妮可
- 梅根·崔娜
- Migos
- 麥莉·希拉
- 妮琪·米娜
- 尼基·賈姆（英语：Nicky Jam）
- OK Go
- 1世代
- 五聲音階
- 法瑞尔·威廉姆斯
- 蕾哈娜
- 山姆·史密斯
- 希雅
- 史努比狗狗
- 泰勒·斯威夫特
- 威肯
- 蒂娜雪
- 托蕾·凯莉
- 托芙蘿
- 特洛伊·希文
- 二十一名飞行员
- 泰勒·沃德